# Arambó
Arambó är en ort i Mexiko.   Den ligger i kommunen Francisco I. Madero och delstaten Hidalgo, i den sydöstra delen av landet, 90 km norr om huvudstaden Mexico City. Arambó ligger 1 982 meter över havet och antalet invånare är 775.
Terrängen runt Arambó är kuperad söderut, men norrut är den platt. Runt Arambó är det ganska tätbefolkat, med 78 invånare per kvadratkilometer. Närmaste större samhälle är San Salvador, 8,7 km nordost om Arambó. Omgivningarna runt Arambó är i huvudsak ett öppet busklandskap.